# チグハグコミュニケーション
「チグハグコミュニケーション」は、2015年9月2日にリリースされたKOBerrieS♪のCDシングル。

## 概要
チグハグコミュニケーションでは、メンバーのそれぞれの個性をチグハグにたとえ、それが一つになったときに輝きが増すことが願われている。チグハグコミュニケーションのMVには、同じ神戸市出身ということで内田裕也が共演した。
二曲目のGlory Daysは高校時代の恋愛がテーマとされており、滝川第二高等学校の敷地を借りて撮影された。このMVのKOBerrieS♪の衣装は、滝川第二高等学校の制服であった。
このCDはオリコンシングルデイリーランキングで10位となり、前作の11位よりも順位が上がった。週間最高ランキングでは、2015年9月14日付で最高29位であった。